# Vault: Def Leppard Greatest Hits (1980-1995)
| Recensione | Giudizio |
| ---------- | -------- |
| AllMusic   |          |

Vault: Def Leppard Greatest Hits (1980–1995) è il primo greatest hits del gruppo musicale britannico Def Leppard, pubblicato il 23 ottobre 1995 dalla Mercury Records. Si tratta di una raccolta delle migliori tracce pubblicate dal gruppo fino a quel periodo, più un inedito, When Love & Hate Collide, pubblicato come singolo il 2 ottobre 1995. Si tratta del disco di maggior successo dei Def Leppard negli Stati Uniti dai tempi di Hysteria (1987), avendo venduto più 4 milioni di copie e ottenuto quattro dischi di platino dalla RIAA.
La lista delle tracce della raccolta varia in base alle diverse regioni, anche se in nessuna pubblicazione è presente materiale dall'album di debutto del gruppo, On Through the Night del 1980 (unico assente nella raccolta).

## Storia
Per la raccolta venne registrata una nuova canzone, When Love & Hate Collide, in precedenza uno scarto dalle sessioni di registrazione dell'album Adrenalize. La ballata divenne il maggior successo di sempre della band nel Regno Unito, piazzandosi alla seconda posizione della Official Singles Chart verso la fine del 1995.
Le canzoni inserite nella raccolta sono le versioni apparse originariamente nei rispettivi album, con le seguenti eccezioni:
- Pour Some Sugar on Me è la versione modificata per il secondo video del brano, caratterizzata da un esteso e distorto intro al posto di quello che appare nella canzone contenuta nell'album: "Step inside, rock this way...".
- Rocket è la versione ridotta del singolo, più corta rispetto a quella dell'album.
- Bringin' On the Heartbreak si conclude leggermente prima rispetto alla versione dell'album High 'n' Dry, dove sfociava nella strumentale Switch 625.

Nel libretto della raccolta sono presenti tre pagine di riepilogo della storia dei Def Leppard curate da Peter Mensch, che è apparso in due videoclip del gruppo. Le note di copertina dispongono degli autografi stampati dei cinque membri della band, che scrivono qualche anticipazione sul loro prossimo album in studio, Slang.

## Variazioni tracce nelle diverse regioni
Nonostante le diverse versioni di Vault abbiano per la maggior parte le stesse canzoni, ci sono alcune differenze.
In esclusiva per la versione nordamericana di Vault:
- Miss You in a Heartbeat

In esclusiva per versione europea di Vault:
- Action
- Make Love Like a Man
- Heaven Is

In esclusiva per la versione giapponese di Vault:
- Rock! Rock! (Till You Drop)
- Can't Keep Away from the Flame (inedito)

Foolin' non appare nella versione europea, ma è comunque presente in quella nordamericana e in quella giapponese.
La versione Giapponese è l'unica a presentare l'inedito Can't Keep Away From The Flame, una canzone che non è mai stata pubblicata in altre regioni. È poi apparsa come lato B su alcuni dei singoli dell'album Slang.

## Tracce
Versione nordamericana
1. Pour Some Sugar on Me – 4:52 (Steve Clark, Phil Collen, Joe Elliott, Mutt Lange, Rick Savage)
2. Photograph – 4:08 (Clark, Pete Willis, Savage, Lange, Elliott)
3. Love Bites – 5:47 (Clark, Collen, Elliott, Lange, Savage)
4. Let's Get Rocked – 4:57 (Collen, Elliott, Lange, Savage)
5. Two Steps Behind (Versione acustica) – 4:19 (Elliott)
6. Animal – 4:05 (Clark, Collen, Elliott, Lange, Savage)
7. Foolin' – 4:34 (Clark, Lange, Elliott)
8. Rocket – 4:07 (Clark, Collen, Elliott, Lange, Savage)
9. When Love & Hate Collide – 4:17 (Elliott, Savage)
10. Armageddon It – 5:24 (Clark, Collen, Elliott, Lange, Savage)
11. Have You Ever Needed Someone So Bad – 5:24 (Collen, Elliott, Lange)
12. Rock of Ages – 4:08 (Clark, Lange, Elliott)
13. Hysteria – 5:55 (Clark, Collen, Elliott, Lange, Savage)
14. Miss You in a Heartbeat (Versione acustica) – 4:04 (Collen)
15. Bringin' On the Heartbreak – 4:34 (Clark, Willis, Elliott)

Canzoni provenienti dall'album Hysteria: 1 (con variazioni come da note sopra), 3, 6, 8 (con variazioni come da note sopra), 10, 13
Canzoni provenienti dall'album Pyromania: 2, 7, 12
Canzoni provenienti dall'album Adrenalize: 4, 11
Canzoni provenienti dall'album Rectroactive: 5,14
Canzoni inedite: 9
Canzoni provenienti dall'album Hig'n'dry: 15 (con variazioni come note sopra)
Versione europea
1. Pour Some Sugar on Me – 4:52 (Clark, Collen, Elliott, Lange, Savage)
2. Photograph – 4:08 (Clark, Willis, Savage, Lange, Elliott)
3. Love Bites – 5:47 (Clark, Collen, Elliott, Lange, Savage)
4. Let's Get Rocked – 4:57 (Collen, Elliott, Lange, Savage)
5. Two Steps Behind (Versione acustica) – 4:19 (Elliott)
6. Animal – 4:05 (Clark, Collen, Elliott, Lange, Savage)
7. Heaven Is – 3:34 (Clark, Collen, Elliott, Lange, Savage)
8. Rocket – 4:07 (Clark, Collen, Elliott, Lange, Savage)
9. When Love & Hate Collide – 4:17 (Elliott, Savage)
10. Action – 3:40 (Brian Connolly, Steve Priest, Andy Scott, Mick Tucker)
11. Make Love Like a Man – 4:16 (Clark, Collen, Elliott, Lange)
12. Armageddon It – 5:24 (Clark, Collen, Elliott, Lange, Savage)
13. Have You Ever Needed Someone So Bad – 5:24 (Collen, Elliott, Lange)
14. Rock of Ages – 4:08 (Clark, Lange, Elliott)
15. Hysteria – 5:55 (Clark, Collen, Elliott, Lange, Savage)
16. Bringin' On the Heartbreak – 4:34 (Clark, Willis, Elliott)

Versione giapponese
1. Pour Some Sugar on Me – 4:52 (Clark, Collen, Elliott, Lange, Savage)
2. Photograph – 4:08 (Clark, Willis, Savage, Lange, Elliott)
3. Love Bites – 5:47 (Clark, Collen, Elliott, Lange, Savage)
4. Let's Get Rocked – 4:57 (Collen, Elliott, Lange, Savage)
5. Two Steps Behind (Versione acustica) – 4:19 (Elliott)
6. Animal – 4:05 (Clark, Collen, Elliott, Lange, Savage)
7. Action – 3:40 (Connolly, Priest, Scott, Tucker)
8. Rocket – 4:07 (Clark, Collen, Elliott, Lange, Savage)
9. When Love & Hate Collide – 4:17 (Elliott, Savage)
10. Rock! Rock! (Till You Drop) – 3:55 (Clark, Savage, Lange, Elliott) – Traccia bonus
11. Armageddon It – 5:24 (Clark, Collen, Elliott, Lange, Savage)
12. Foolin' – 4:34 (Clark, Lange, Elliott)
13. Have You Ever Needed Someone So Bad – 5:24 (Collen, Elliott, Lange)
14. Rock of Ages – 4:08 (Clark, Lange, Elliott)
15. Hysteria – 5:55 (Clark, Collen, Elliott, Lange, Savage)
16. Bringin' On the Heartbreak – 4:34 (Clark, Willis, Elliott)
17. Can't Keep Away From the Flame – Inedito

Esiste un'edizione limitata di Vault con in allegato un CD bonus registrato al Don Valley Stadium di Sheffield, il 6 giugno 1993 (lo stesso concerto contenuto in Video Archive con tracklist leggermente alterata)
CD Bonus
1. Let's Get Rocked – 5:00 (Collen, Elliott, Lange, Savage)
2. Armageddon It – 6:12 (Clark, Collen, Elliott, Lange, Savage)
3. Foolin' – 4:52 (Clark, Lange, Elliott)
4. Rocket – 9:28 (Clark, Collen, Elliott, Lange, Savage)
5. Two Steps Behind – 5:01 (Elliott)
6. Pour Some Sugar on Me – 5:00 (Clark, Collen, Elliott, Lange, Savage)
7. Rock of Ages – 5:55 (Clark, Lange, Elliott)
8. Love Bites – 7:37 (Clark, Collen, Elliott, Lange, Savage)
9. Photograph – 7:08 (Clark, Willis, Savage, Lange, Elliott)

## Formazione
Le seguenti persone hanno contribuito alle tracce presenti in Vault:
- Joe Elliott – voce, cori
- Steve Clark - chitarre, cori
- Phil Collen - chitarre, cori
- Rick Savage - basso, cori
- Rick Allen - batteria, cori
- Robert John "Mutt" Lange – produzione, cori
- Nigel Green – ingegneria del suono
- Pete Willis – chitarre, cori
- Mike Shipley – missaggio, produzione, ingegneria del suono
- Vivian Campbell – chitarre, cori
- Pete Woodroffe – produzione, ingegneria del suono
- Michael Kamen – arrangiamento strumenti a corda in Two Steps Behind e When Love & Hate Collide
- Stevie Vann – cori in When Love & Hate Collide
- Randy Kerber – pianoforte in When Love & Hate Collide
- Bob Ludwig – masterizzazione

## Classifiche
| Classifica (1995) | Posizione massima |
| ----------------- | ----------------- |
| Australia         | 9                 |
| Belgio (Fiandre)  | 30                |
| Canada            | 7                 |
| Europa            | 7                 |
| Finlandia         | 7                 |
| Francia           | 24                |
| Germania          | 31                |
| Irlanda           | 1                 |
| Norvegia          | 7                 |
| Nuova Zelanda     | 2                 |
| Paesi Bassi       | 88                |
| Portogallo        | 4                 |
| Regno Unito       | 3                 |
| Stati Uniti       | 15                |
| Svezia            | 10                |
| Svizzera          | 7                 |